# Juillet 1831
dfde6pdu

## Événements
- À Marseille, le révolutionnaire italien Giuseppe Mazzini fonde le mouvement Giovine Italia (Jeune Italie), association composée de jeunes patriotes qui se propose de libérer et d’unifier l’Italie et d’y instaurer un régime républicain. Elle met l’accent sur l’éducation des populations;
- Éruption du volcan Ferdinandea.

- 4 juillet :
  - Tocqueville et Beaumont assistent à la fête nationale à Albany (État de New York) puis partent vers l'Ouest sur les traces des Indiens rencontrés par Chateaubriand et Fenimore Cooper. En chemin, ils visitent le lac Oneida (8 juillet);
  - le montant des indemnités que réclamaient les États-Unis pour dommages résultant de l'application du blocus continental avait été fixé, compensation faite de créances françaises analogues, à 25 millions de francs par une convention du 4 juillet 1831. Le traité avait été deux fois soumis à l'approbation de la Chambre, mais la fin de la session était intervenue avant qu'il pût être discuté.

- 5 juillet, France : les élections législatives ne répondent pas aux espoirs de Louis-Philippe et Casimir Perier. Près de la moitié des députés sont de nouveaux élus. Bugeaud est élu dans la Dordogne.

- 8 - 14 juillet : expédition victorieuse de l’amiral Roussin au Portugal : Devant le refus de Michel Ier de Portugal de reconnaître la monarchie de Juillet, la Sainte-Alliance autorise la France à intervenir militairement.

- 9 juillet : après une enquête à l'établissement correctionnel d'Auburn (9-15 juillet), Tocqueville et Beaumont séjournent les 16-18 juillet à Canandaigua chez John Canfield Spencer, juriste de premier plan qui restera un correspondant de Tocqueville. À la fin de juillet, ils atteignent Saginaw, étape ultime de leur périple vers l'Ouest.

- 11 juillet : devant le refus de Michel Ier de Portugal de reconnaître la monarchie de Juillet, la Sainte-Alliance autorise la France à intervenir militairement. La flotte française bombarde Lisbonne.

- 14 juillet, France : tumulte au Pont au Change, au Châtelet, place Dauphine, place de la Bastille, à la Concorde et aux Champs-Élysées. Dans tous les cas il a fallu faire donner la garde nationale et charger la troupe.

- 18 juillet : Victor Hugo termine l'Hymne aux morts de juillet, commandé par le gouvernement et que Herold doit mettre en musique.

- 21 juillet : Léopold Ier de Belgique devient le premier roi des Belges. Il fait son entrée à Bruxelles et prête serment à la constitution belge.

- 23 juillet, France : nouvelle chambre élue le 5 juillet. Séance solennelle d’ouverture de la session parlementaire.

- 27 juillet, France :
  - l'Hymne de Victor Hugo et Herold est exécuté au Panthéon (anniversaire des Trois Glorieuses);
  - pose de la première pierre de la colonne de Juillet sur la place de la Bastille à Paris à la mémoire des victimes des Trois Glorieuses.

## Naissances
- 1er juillet : Théodule Charles Devéria (mort en 1871), égyptologue français.
- 17 juillet : Amédée Mannheim (mort en 1906), ingénieur, officier et mathématicien français.

## Décès
- 4 juillet : James Monroe, président des États-Unis.
- 13 juillet : James Northcote, peintre britannique (° 22 octobre 1746).